# Textura cristal·logràfica
La textura cristal·logràfica en ciència dels materials i en geologia és la distribució d'orientacions cristal·lines en un policristall. Aquesta distribució d'orientacions és una conseqüència de les condicions de formació del policristall. Com que en general les condicions de formació són altament direccionals, el terme "textura cristal·logràfica" fa referència també a l'orientació preferencial dels vidres en un material policristal·lí. És in material que no posseeix una orientació preferencial, sinó que posseeix una distribució aleatòria d'orientacions, que es coneix com a material atexturat o equiaxial. El cas contrari, és aquell del monocristall, en el qual, per definició, només una orientació és possible.

## Tècniques de caracterització
Existeixen diversos mètodes de caracterització de la textura cristal·logràfica. Segons la necessitat particular, la textura cristal·logràfica es caracteritza mitjançant difracció de raigs X, difracció de neutrons, o difracció d'electrons per retrodispersió (EBSD). El mètode més emprat és el del mesurament de figures de pols per difracció de raigs X en un goniòmetre de textures. No obstant això, l'avenç de la tècnica EBSD que permet mesurar automàticament una gran quantitat d'orientacions individuals, així com l'adaptabilitat de la tècnica de difracció de neutrons per als assaigs in-situ, han provocat l'increment en la utilització d'aquestes tècniques.

## Anàlisi quantitativa
La textura cristal·logràfica és descrita quantitativament mitjançant la funció de distribució d'orientacions ({\displaystyle FDO}). La {\displaystyle FDO} és una funció tridimensional definida com la fracció de volum de material que té una orientació cristal·logràfica {\displaystyle {\boldsymbol {g}}}:
{\displaystyle FDO({\boldsymbol {g}})={\frac {1}{V}}{\frac {dV}{dg}}.}